# Manuel Rosales
Manuel Antonio Rosales Guerrero (ur. 12 grudnia 1952 w Santa Bárbara del Zulia) – wenezuelski polityk, gubernator stanu Zulia od 2000. Główny kontrkandydat prezydenta Hugo Cháveza w wyborach prezydenckich 3 grudnia 2006. Lider partii politycznej Nowa Era (Un Nuevo Tiempo).

## Życiorys
Manuel Rosales ukończył prawo na Universidad de los Andes w Méridzie w Wenezueli. Z polityką związał się w czasach młodości, kiedy wstąpił do Akcji Demokratycznej (Acción Democrática) i został liderem jej organizacji młodzieżowej. Od 1983 do 1994 zasiadał w Zgromadzeniu Legislacyjnym stanu Zulia z ramienia Akcji Demokratycznej. Od 1996 do 30 lipca 2000 pełnił funkcję burmistrza Maracaibo, drugiego co do wielkości miasta Wenezueli.
W 2000 Manuel Rosales założył własne ugrupowanie Nowa Era (Un Nuevo Tiempo). Pod jego szyldem został wybrany 30 lipca 2000 gubernatorem stanu Zulia. W wyborach lokalnych w 2004 ponownie uzyskał elekcję na to stanowisko, uzyskując ponad 54% głosów poparcia i pokonując kandydata wspieranego przez prezydenta Hugo Cháveza.
Rosales wziął udział w nieudanym zamachu stanu przeciw Chavezovi, dokonanym przez wojskowych 11 kwietnia 2002. Był jednym z sygnatariuszy dekretu, mianującego nowym prezydentem Pedro Carmonę. W 2005 jego partia, tak jak większość pozostałych partii opozycyjnych, zbojkotowała wybory parlamentarne.

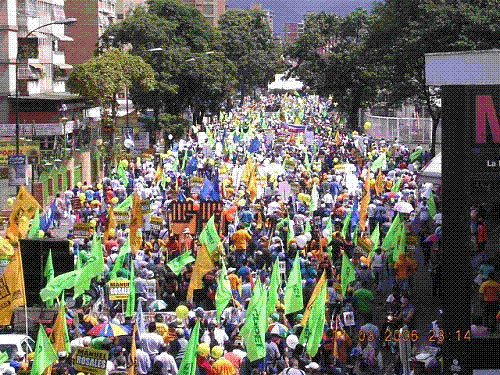
Marsz zwolenników Manuela Rosalesa w czasie kampanii wyborczej w 2006

Manuel Rosales wystartował wyborach prezydenckich w grudniu 2006. 9 sierpnia 2006 został oficjalnie wspólnym kandydatem wszystkich głównych partii opozycyjnych. W wyborach 3 grudnia 2006 zajął 2. miejsce, uzyskując 36,9% głosów poparcia i przegrywając z prezydentem Hugo Chávezem (62,8% głosów).
Manuel Rosales jest żonaty, ma ośmioro dzieci.